# Ronald Murray
Pour les articles homonymes, voir Murray.
Ronald Murray plus connu sous le nom de Flip Murray, né le 29 juillet 1979 à Philadelphie en Pennsylvanie, est un joueur américain de basket-ball. Il a été sélectionné à la 42e place de la Draft 2002 par les Bucks de Milwaukee. Il est notamment connu pour ses qualités physiques et pour sa rapidité.
Murray s'est fait connaître à la suite d'un très bon début de saison chez les Supersonics de Seattle même s'il a d'abord joué 12 matchs pour les Bucks de Milwaukee. Il rejoint ensuite les Cavaliers de Cleveland avant de jouer pour les Pistons de Détroit, les Pacers de l'Indiana, les Hawks d'Atlanta, les Bobcats de Charlotte et les Bulls de Chicago.

## Clubs
- 2002-2003 : Bucks de Milwaukee
- 2002-2006 : Supersonics de Seattle
- 2005-2006 : Cavaliers de Cleveland
- 2006-2007 : Pistons de Détroit
- 2007-2008 : Pacers de l'Indiana
- 2008-2009 : Hawks d'Atlanta
- 2009-2010 : Bobcats de Charlotte
- Depuis 2010 : Bulls de Chicago